# René Turlay
René Turlay (* 1932; † 29. November 2002) war ein französischer Physiker, der sich mit experimenteller Teilchenphysik befasste und als einer der Beteiligten am Experiment zur Entdeckung der CP-Verletzung bekannt ist.
Turlay war ab 1957 am Kernforschungszentrum der CEA in Saclay, wo er am Saturne Synchrotron Pi-Mesonenproduktion in Nukleon-Nukleon Streuung bei 2,3 GeV studierte. Das war auch Gegenstand seiner Dissertation. Als Post-Doktorand war er ab 1962 an der Princeton University. 1962 bis 1964 nahm er an dem Experiment von James Cronin, Val Fitch und James Christenson am Brookhaven National Laboratory teil, bei dem die CP-Verletzung beim Zerfall neutraler K-Mesonen entdeckt wurde. Cronin und Fitch erhielten dafür 1980 den Nobelpreis.
Turlay setzte seine Experimente über das K-Meson System in Saclay und am CERN fort. Ab 1973 war er an der CHDS Kollaboration am Super Proton Synchrotron beteiligt über die Wechselwirkung hochenergetischer Neutrinos. Dabei arbeitete er mit Jack Steinberger zusammen. Er war auch am ALEPH Detektor des LEP beteiligt (dessen Wurzeln im CHDS lagen). Er war später Vorstand (Chairman) des LEP Committee.
Er arbeitete auch später mit Fitch (über Mesonen mit Charm am Fermilab) und Cronin sowie Bruce Winstein zusammen (direkte Messung der CP-Verletzung).
1978 bis 1979 leitete er eine Studiengruppe für den geplanten Hera Ring am DESY.
1984 wurde er Leiter der Abteilung Elementarteilchenphysik in Saclay und leitete dessen Erweiterung zur DAPNIA Abteilung, die auch Astrophysik und Kernphysik umfasste. Nach seiner Emeritierung in Saclay war er an der NA48 Kollaboration am CERN beteiligt, wo unter anderem die direkte CP-Verletzung beobachtet wurde (1999).
1981 erhielt er den Holweck-Preis. Er war Ritter der Ehrenlegion.